# Rajbrot
Rajbrot ist eine Ortschaft mit einem Schulzenamt der Gemeinde Lipnica Murowana im Powiat Bocheński der Woiwodschaft Kleinpolen in Polen.

## Geographie
Der Ort liegt am Fluss Uszwica zwischen dem Vorgebirge Wiśniczen sowie den Inselbeskiden und ist von Hügeln umgeben: Dominiczna Góra (468 m), Piekarska Góra (515 m), Rogozowa (531 m), Paprotna (441 m).

## Geschichte
Der Ort wurde im Jahr 1260 erstmals urkundlich erwähnt, und zwar in der Zeit der Siedlungen der tatarischen Gefangenen in der Umgebung. Er wurde später im Jahre 1318 als Rabroth, 1325 als Rothembrot, 1346 bis 1358 als Rokenbrot, 1396 als Rokbrot, 1419 als Rabbroth, 1470 als Rychbrot, 1529 als Rabroth und 1599 als Ra(j)brot erwähnt. Der Name ist wahrscheinlich deutschstämmig (Rothembrot > Roggenbrot), aber das Wortende -brot könnte mit polnischem bród (Furt) verbunden sein.
Bei der Ersten Teilung Polens kam Rajbrot 1772 zum neuen Königreich Galizien und Lodomerien des habsburgischen Kaiserreichs (ab 1804).
1918, nach dem Ende des Ersten Weltkriegs und dem Zusammenbruch der k.u.k. Monarchie, kam Rajbrot zu Polen. Unterbrochen wurde dies nur durch die Besetzung Polens durch die Wehrmacht im Zweiten Weltkrieg.
Von 1975 bis 1998 gehörte Rajbrot zur Woiwodschaft Tarnów.

## Sehenswürdigkeiten
- Holzkirche, gebaut 1520
- Soldatenfriedhöfe vom Ersten Weltkrieg (#300 und #303);

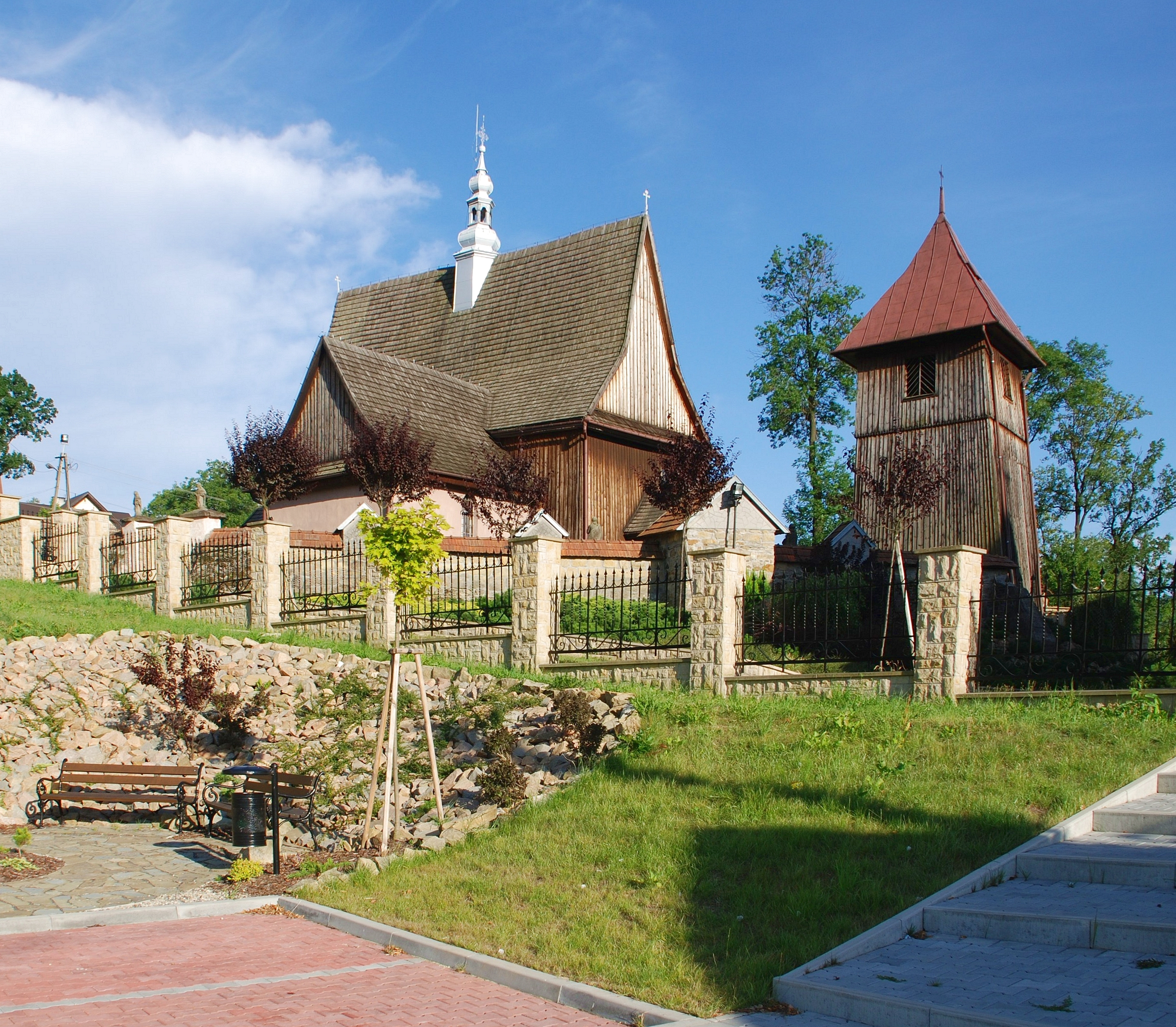
Holzkirche
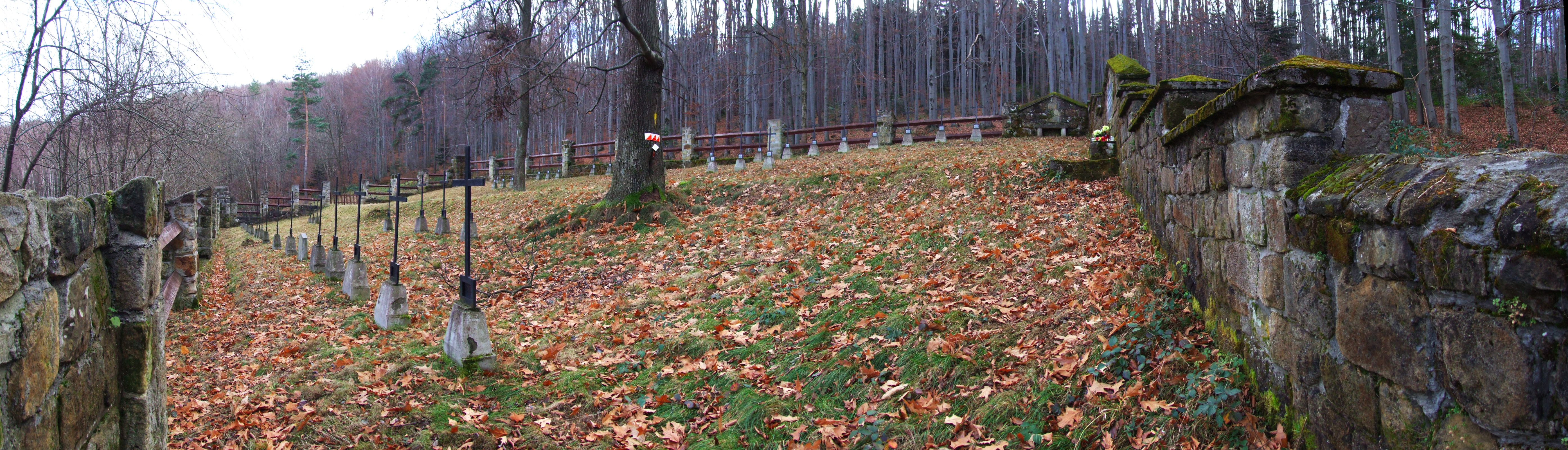
Soldatenfriedhof #300
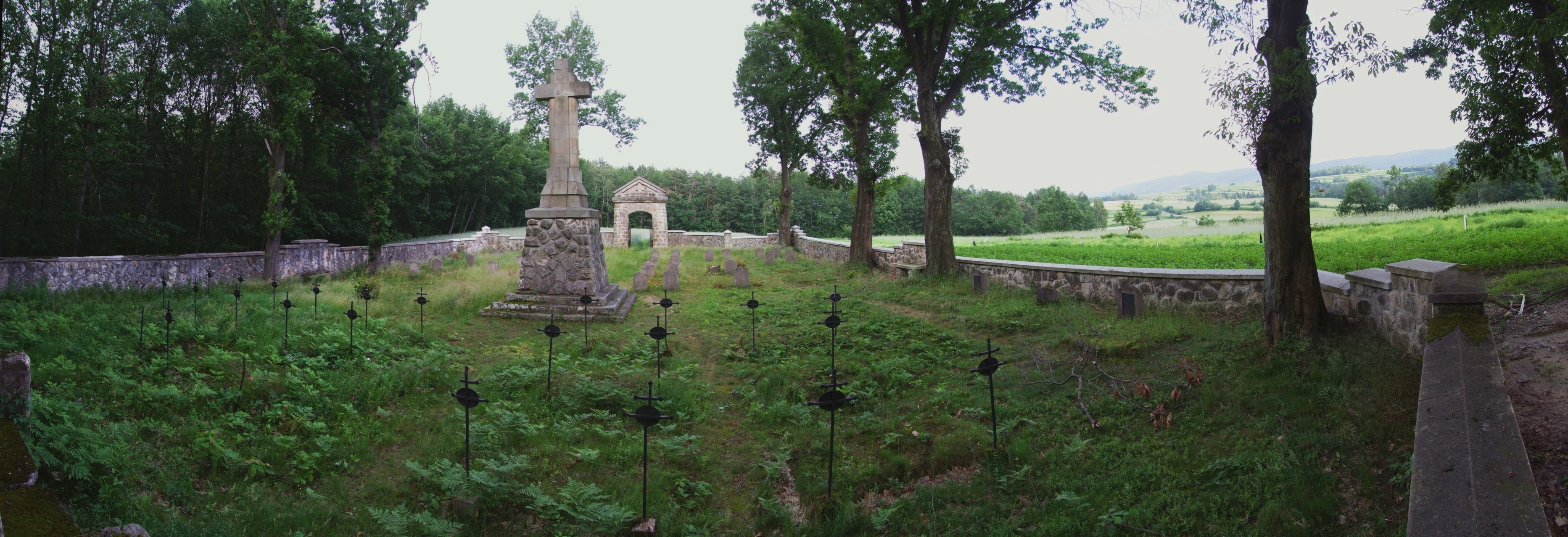
Soldatenfriedhof #303